# Nouvelle alliance pour la sécurité alimentaire et la nutrition
La Nouvelle alliance pour la sécurité alimentaire et la nutrition (NASAN), est un partenariat entre des gouvernements, des entreprises internationales et locales et d'autres partenaires pour améliorer la sécurité alimentaire, et lutter contre la pauvreté.

## Historique
La Nouvelle alliance pour la sécurité alimentaire et la nutrition est créée à l'initiative du G8 en 2012. À l'occasion de sa création, le Canada annonce l'octroi de 219 millions de dollars sur 3 ans pour financer la NASAN. 40 entreprises sont engagées à investir 3 milliards d'euros pour son lancement. En mai 2012, Barack Obama annonce devant le conseil de Chicago le lancement de la Nouvelle alliance. La création de la NASAN est bien reçue par les autorités de l'ONU
Le Sénégal rejoint la NASAN en 2013.

## Présentation
La NASAN mise sur l’accélération de l’apport de capitaux privés pour développer le secteur agricole africain. Elle vise à aider quelque 50 millions de personnes en Afrique subsaharienne à sortir de la pauvreté d’ici 2022, et de réduire la déficience nutritionnelle des enfants de 40 % d’ici à 2015.
Les pays membres de cette alliance sont : Bénin, Burkina Faso, Côte d’Ivoire, Éthiopie, Ghana, Malawi, Mozambique, Nigéria, Sénégal, Tanzanie.

## Critiques
En juin 2013, l'association CCFD-Terre solidaire dénonce la fonction réelle de la NASAN qui serait de créer un environnement propice aux investissements directs étrangers dans le secteur agricole. En septembre 2014, CCFD-Terre Solidaire, Action contre la faim et Oxfam France publient un rapport qui réitère cette critique, rappelle que la NASAN impose aux paysans africains un système de concurrence déloyale qui les dépossède peu à peu de leurs terres, et questionnent l'implication majeure de la France dans ce programme,. En 2015, l'Assemblée nationale française reconnaît que la NASAN manque de transparence dans la gouvernance et de règles définissant les investissements à privilégier. En juin 2016, le Parlement européen vote une résolution et appelle également à plus de transparence et de gouvernance de la part de la NASAN,.
En 2017 un reportage diffusé sur ARTE montre les effets de la NASAN sur la mise à l'écart des petits paysans en Tanzanie.
En février 2018, la France annonce son retrait de la NASAN.